# Paripiranga
Paripiranga este un oraș în statul Bahia (BA) din Brazilia.